# Deni Alar
Deni Alar (Slavonski Brod, 18 gennaio 1990) è un calciatore croato naturalizzato austriaco, attaccante dell'Admira Wacker M..

## Biografia
Anche suo padre Goran è stato un calciatore professionista.

## Palmarès

### Competizioni nazionali
- Coppa d'Austria: 1

Sturm Graz: 2017-2018